# 中国2010年上海世界博览会中国馆
中国2010年上海世界博览会中国馆（简称中国馆）是2010年上海世博会上代表中国的主题展馆，位于世博园区的核心区。中國館共分為國家館和地區館兩部分。其中，国家馆建筑面积为27000平方米，地区馆为45000平方米。展馆于2007年12月18日正式开工，并于2010年2月正式竣工。2010年上海世博会结束后被改为中华艺术宫。

## 设计

### 方案征集
中国馆是上海世博会园区中最重要的场馆之一，于2007年4月25日开始面向所有华人建筑师征集建筑方案，方案主题为“城市发展中的中华智慧”。中国馆的国家馆日是2010年10月1日（中国国庆节）。到2007年6月15日为止，共收到合格应征方案344个，最后由评审委员会表决产生了51件交流作品、5件入围作品与3件优秀作品。最终的方案以华南理工大学建筑设计研究院的“东方之冠”为主，并吸纳了清华大学建筑学院简盟工作室和上海建筑设计院的“叠篆”方案以及北京市建筑设计研究院的“龙”方案。

### 最终方案

#### 概况

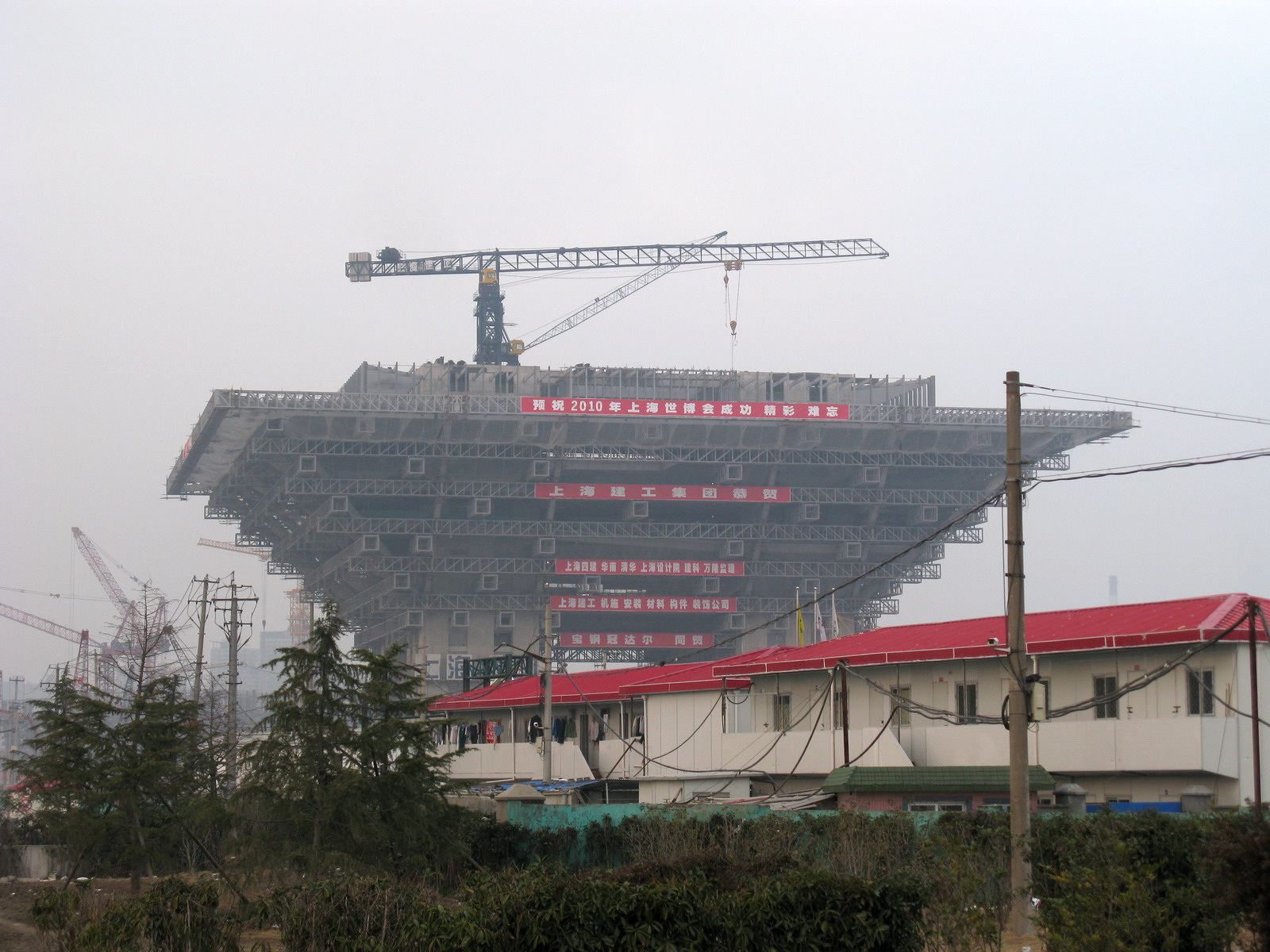
建築中的中国馆（2009年）

由华南理工大学建筑学院院长何镜堂院士领衔主持的联合设计团队推出了中国馆的最终方案。中国馆的建筑外观以“东方之冠，鼎盛中华，天下粮仓，富庶百姓”为主题，代表中国文化的精神与气质。其中，“中国红”作为建筑的主色调，大气而沉稳，也易于为世界所理解。
上海世博会结束后，中国国家馆、主题馆、世博文化中心、世博轴、世博中心都将永久在上海浦东保留。

#### 建筑数据
中国馆位于世博园区南北与东西轴线交汇处，是园区的核心地段。其中，国家馆居于馆区中央，上部最大边长为138米、下部立柱外边距为70.2米，建筑面积27000平方米。馆高为63米，下方架空层高33米，以提供人们交流所用的开放空间。地区馆则高13米，建筑面积约为45000平方米，形成一个开放的城市广场。展馆可同时容纳7000名观众。

#### 设计理念

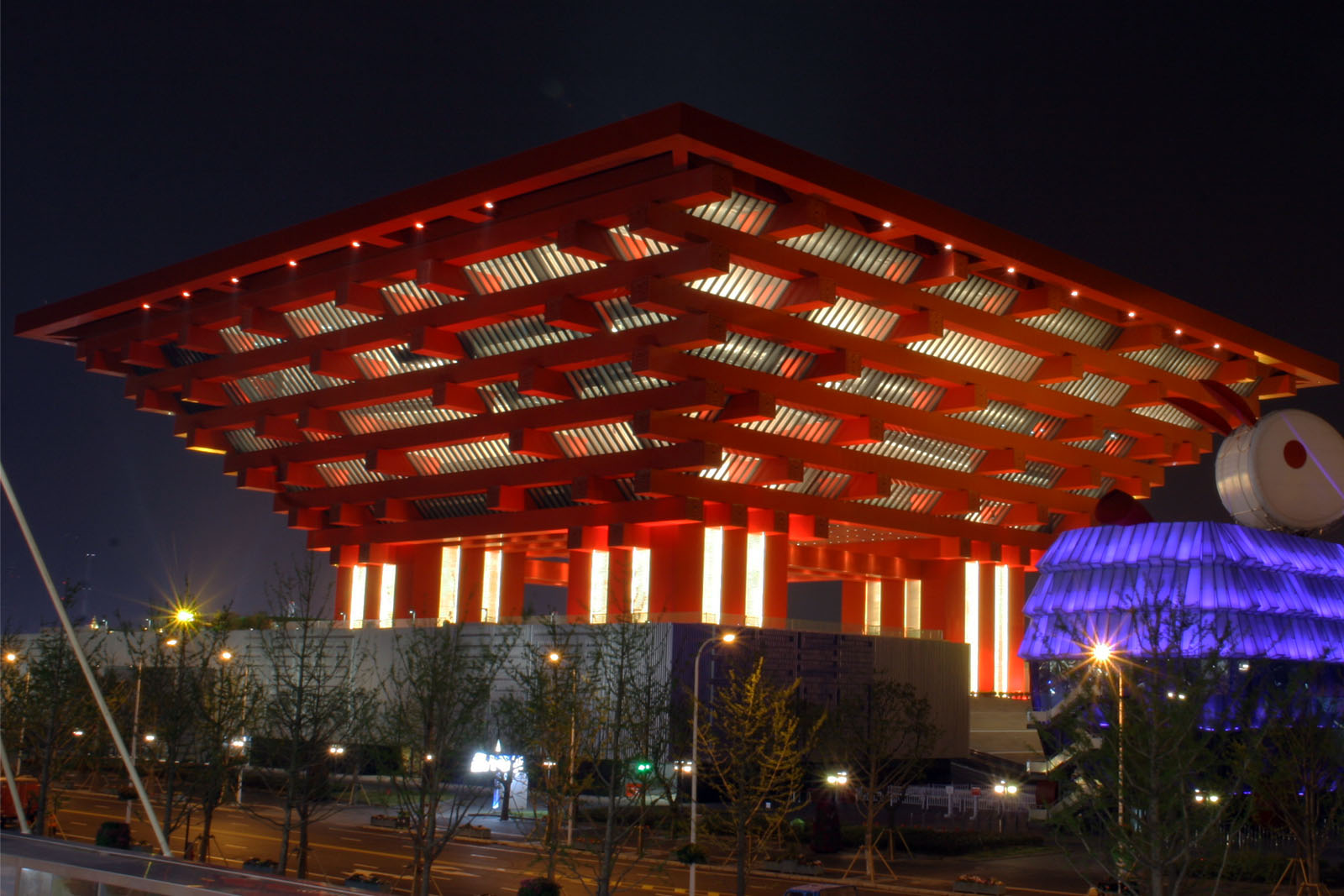
中国馆夜景

高耸的国家馆与在地面上水平展开的地区馆相呼应，以体现东方哲学中“天”与“地”的对应关系。同时，国家馆的整体造型以中国古代木结构建筑中的斗栱为来源、并从夏商周的青铜器中吸取了灵感，不过并没有相互穿插的梁、栱、栔等部件。
而在地区馆的外墙上，还采用的中国古老的叠篆文字传递二十四节气的信息。其屋顶平台上名为“新九洲清晏”的城市花园，则引入了圆明园中“九洲清晏”的概念。其中，“九洲”之首即为国家馆，取名的“雍”，其他八洲则分别取名为“田”、“泽”、“渔”、“脊”、“林”、“甸”、“壑”、“漠”。
建筑的边界则融入了江南园林的概念，以弱化建筑与城市的关系。

#### 技术应用
中国馆中采用了一些先进的技术以符合环保的理念。所有的门窗使用的是低辐射镀膜玻璃（Low-E玻璃），反射热量的同时还能降低能耗。顶层的雨水收集系统可以净化雨水，以冲洗卫生间或车辆。而地区馆平台上的覆土层能够节约10% 上的能耗。

### 展示设计

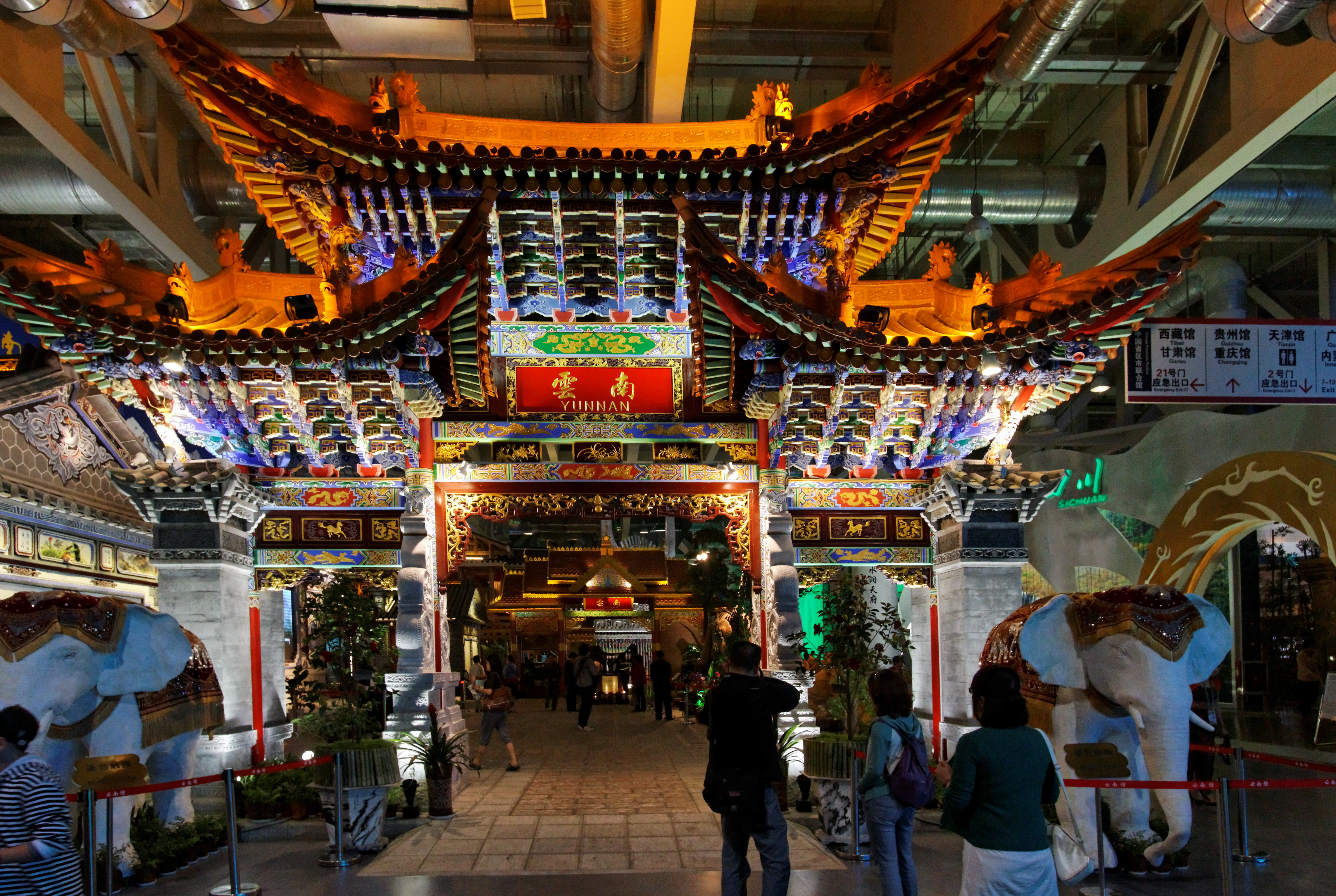
云南馆

中国国家馆展示设计于2007年12月10日对外征集方案，至2008年4月，共有31个团队的17个方案参选，其中有10个方案入围。之后，由中央美术学院院长潘公凯为首的联合设计团设计出了国家馆展示深化方案。

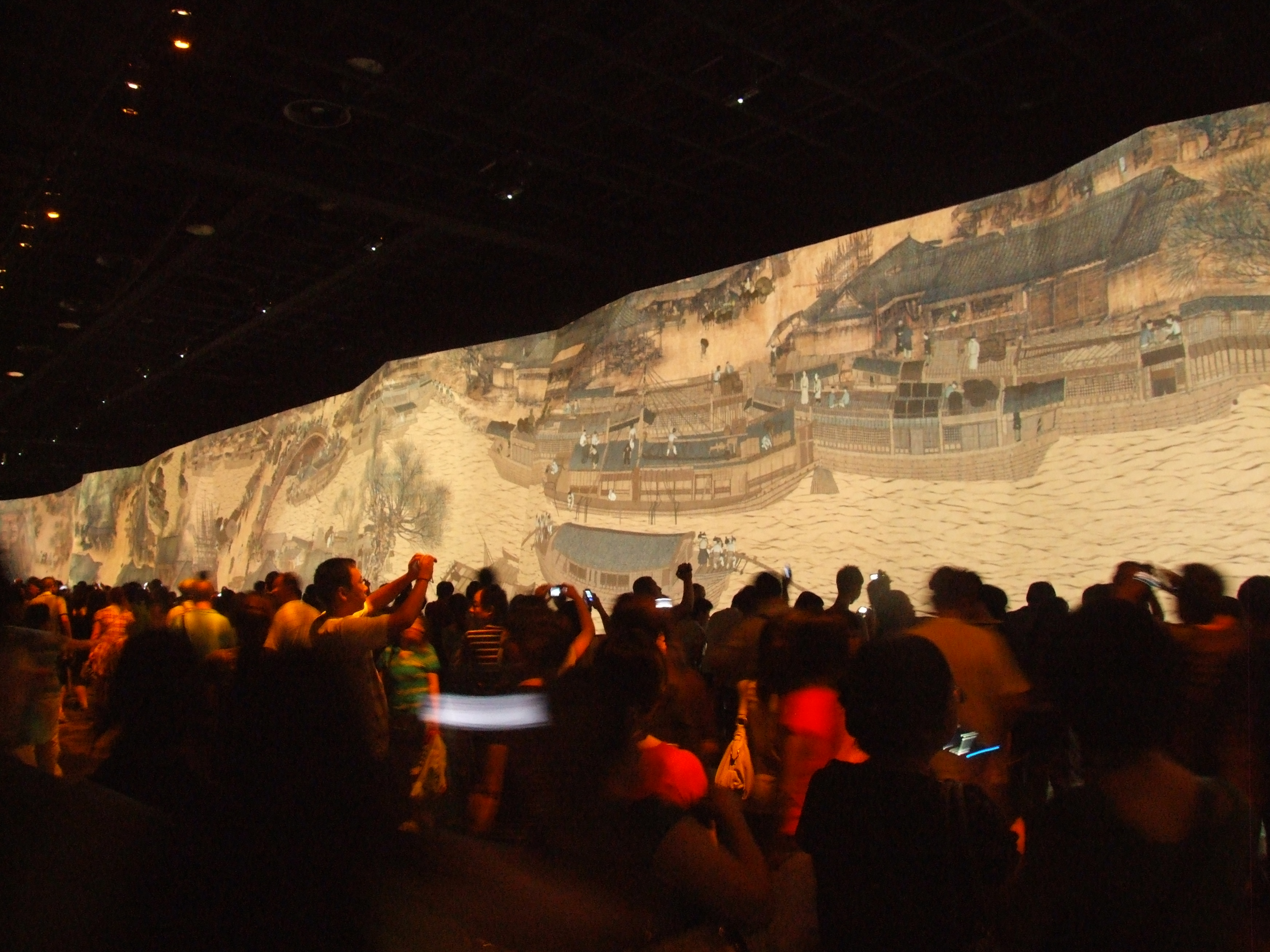
电子动态版《清明上河图》

展示内容共有3个层次，分别为核心展区《东方足迹》（49米层）、体验展区《智慧之旅》（41米层）与功能展区《绽放的城市》（33米层）。核心展区展示了《清明上河图》，并能通过巨大的环幕影院欣赏到一段展示中国城市发展的8分钟长的影片。

### 类似建筑

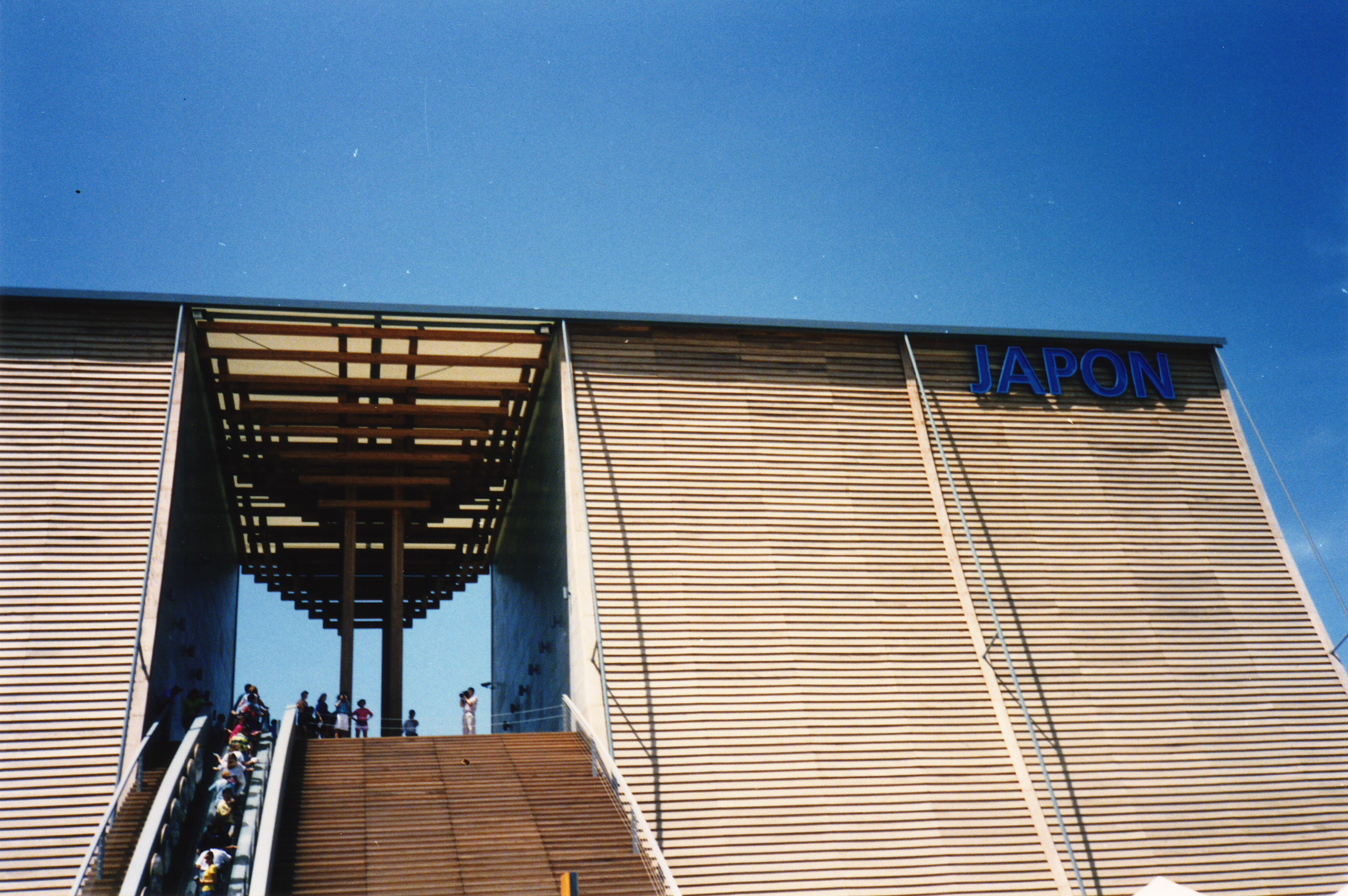
1992年世博会日本馆

在中国国家馆方案公布之后，有人发现该设计方案与日本建筑师安藤忠雄为1992年塞维利亚世博会设计的日本馆和1993年设计的光明寺相似。但也有人指出，国家馆与安滕忠雄的作品只是看起来相似，其内涵与内部做工并不相同。同时，也有人认为中国国家馆借鉴了卡塔尔国家图书馆、东京国际会展中心等建筑。同时光明寺设计者安藤忠雄对世博会中国馆和自己作品的相似性问题表示：“有人说中国馆和我之前的作品很像，我并不这么认为。我很钦佩中国馆的设计者，他有自己的想法，我们只是切入点比较接近。”

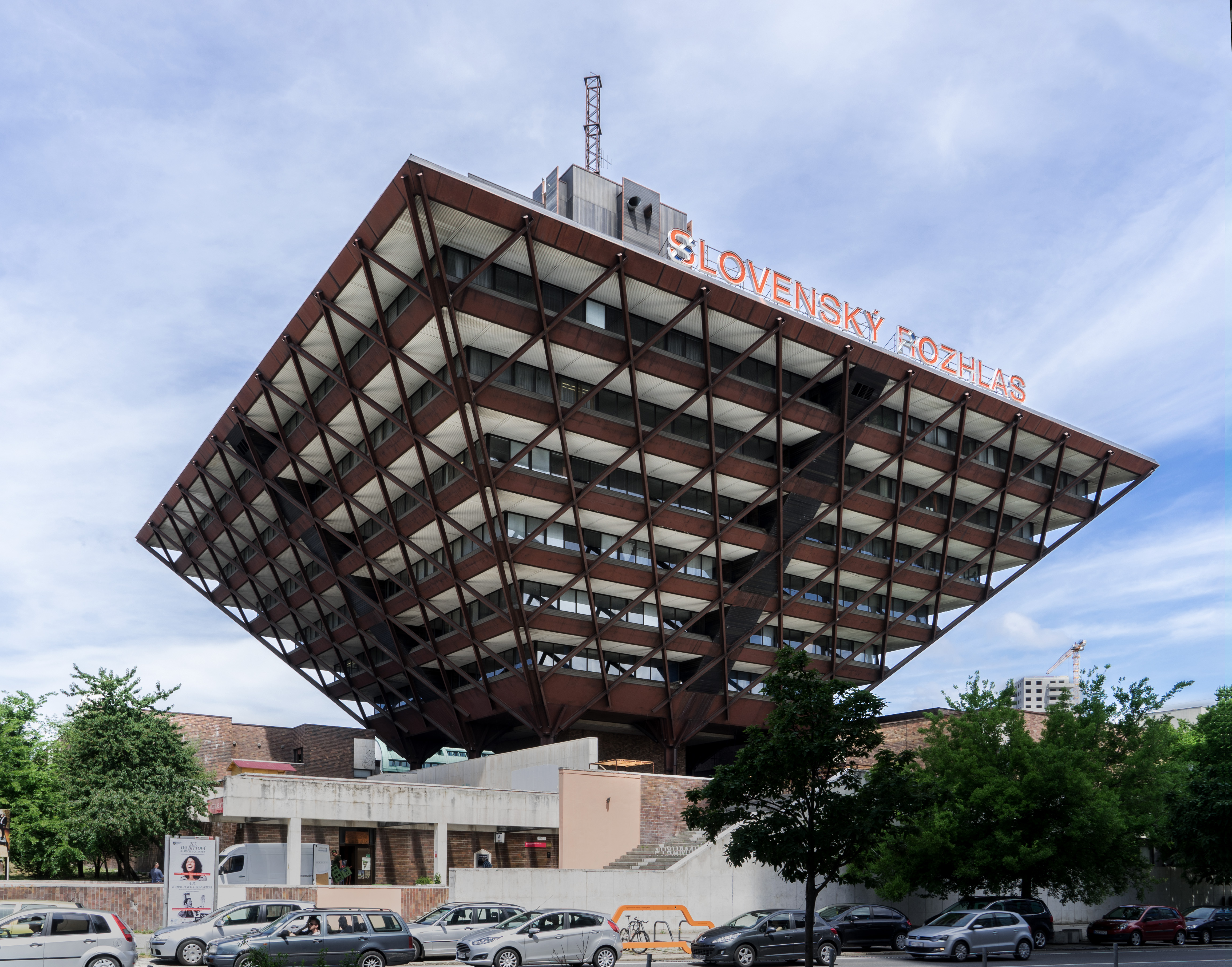
斯洛伐克广播电视大楼

建成于1980年代的斯洛伐克广播电视大楼更具有相同的形状。斯洛伐克广播电视大楼位于斯洛伐克首都布拉迪斯拉法市中心，是一个地标性建筑。它形似一个倒立的金字塔。这个项目始于1967年，完成于1983年。这是当时流行于东欧和苏联的社会现实主义建筑风格的杰作之一。

## 后续利用
2010年上海世博会闭幕后，中国馆被保留。2011年8月23日，中共上海市委、上海市人民政府正式决定，选址中国馆改建为中华艺术宫。2011年11月13日，上海市人民政府新闻发布会宣布将在世博会中国馆原址建设中华艺术宫，并将作为上海美术馆的新址。
2012年10月1日，中华艺术宫正式开馆。